# Kojkoji
Kojkoji ali Kojkonji (Khoikhoi, ljudje) so tradicionalno nomadsko pastirsko avtohtono prebivalstvo jugozahodne Afrike. Pogosto so združeni z ljudstvom lovcev-nabiralcev San (dobesedno "krmilci")
Kojkoji jezikovno spadajo h Kojsanom, znanim tudi pod imenom Hotentoti (bursko "Jecljavci"). Verjetno so Kojkoji potomci stare afriške "stepske lovske kulture", ki so šele v novejšem času prevzeli živinorejo. Danes živijo kot pastirski nomadi. V krvavi vojni proti kolonialni oblasti v letih 1904 do 1907 so bili močno zdesetkani.